# به گذشته نگاه نکن (فیلم ۲۰۰۹)
به گذشته نگاه نکن (به انگلیسی: Don't Look Back) و (به فرانسوی: Ne te retourne pas) فیلمی محصول سال ۲۰۰۹ و به کارگردانی ماریانا دی ون است. در این فیلم بازیگرانی همچون سوفی مارسو، مونیکا بلوچی، آندریا دی استفانو، تیری نوویک، بریژیت کتیون، دیدیه فلامان و آگوستو زوکی ایفای نقش کرده‌اند.